# Maubesi (Silawan)

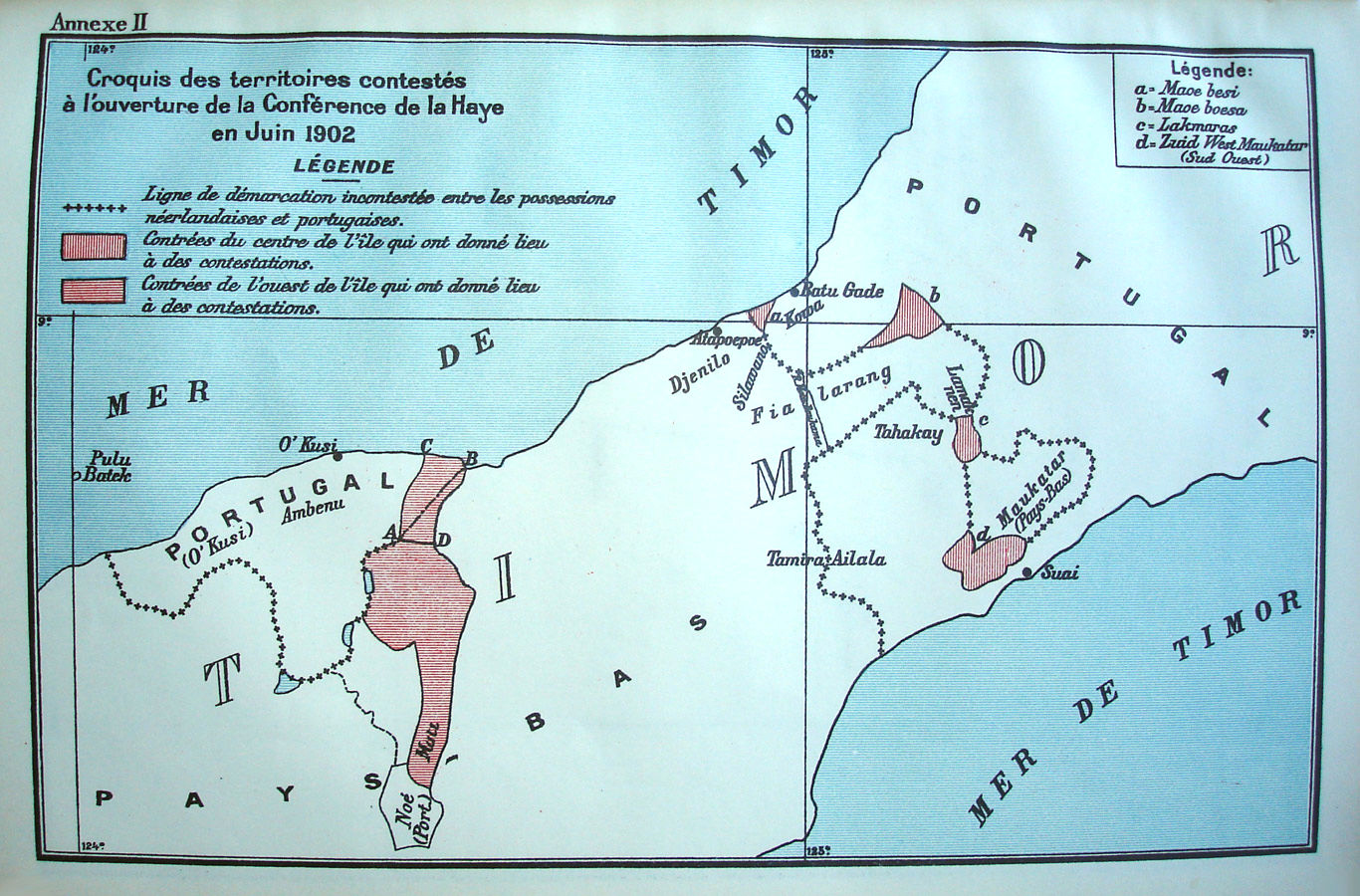
Kartenserie zum Schiedsspruch des Ständigen Schiedshofs vom 25. Juni 1914 zu den Grenzen auf Timor

Maubesi (Maubessi) war ein kleines Territorium im heutigen Grenzgebiet zwischen Indonesien und Osttimor an der Sawusee.
Um 1900 war dies eines der umstrittenen Gebiete im Grenzverlauf zwischen den Kolonialmächten Portugal im Osten und den Niederlanden im Westen. Am 25. Juni 1914 fällte der Schweizer Richter Charles Édouard Lardy vom Ständigen Schiedshof in Den Haag einen Schiedsspruch (Sentenca Arbitral). Die Landvermessungsarbeiten zur Festlegung des Grenzverlaufs wurden im April 1915 beendet. Am 17. August 1916 wurde ein Vertrag zwischen Portugal und den Niederlanden in Den Haag unterzeichnet, der die heute weitgehend noch bestehende Grenze zwischen Ost- und Westtimor festlegte. Am 21. November wurden die Gebiete ausgetauscht und Maubesi somit klar dem Machtbereich der Niederlande unterstellt.
Heute bildet das Gebiet von Maubesi einen großen Teil des indonesischen Desa Silawan (Distrikt Osttasifeto, Regierungsbezirk Belu).